# Toyota Alphard
Toyota Alphard és un monovolum fabricat per l'empresa automobilística Toyota des del 2002. Està disponible en set i vuit places amb motor de gasolina i híbrid. Les variants híbrides estan disponibles des del 2003 i incorporen la tecnologia Hybrid Synergy Drive. És el monovolum insígnia de Toyota. Des de la segona generació, també està disponible un model bessó anomenat Toyota Vellfire que es comercialitza com una alternativa més esportiva al Toyota Alphard.
Toyota Alphard es produeix principalment per al mercat japonès però també es ven a molts països asiàtics, Belarús, Rússia i l'Orient Mitjà. Similar al Toyota Camry, sovint es considera un cotxe de luxe als mercats del sud-est asiàtic.
El vehicle va rebre el nom d'Alphard, l'estel més brillant de la constel·lació de l'Hidra Femella. L'Alphard porta un emblema frontal especial que representa la lletra alfa minúscula. El nom «Vellfire» es va derivar de velvet i fire per a emfatitzar «suau» i «fervent» com a característiques del vehicle. A partir de la generació AH30 del 2015, el Vellfire ha estat objecte d'un disseny més agressiu per a reflectir que és la versió esportiva de l'Alphard. A partir de la generació AH40 del 2023, el Vellfire va rebre la seva pròpia insígnia única en forma d'una «V» estilitzada, en un esforç per distingir-lo encara més del seu model bessó.

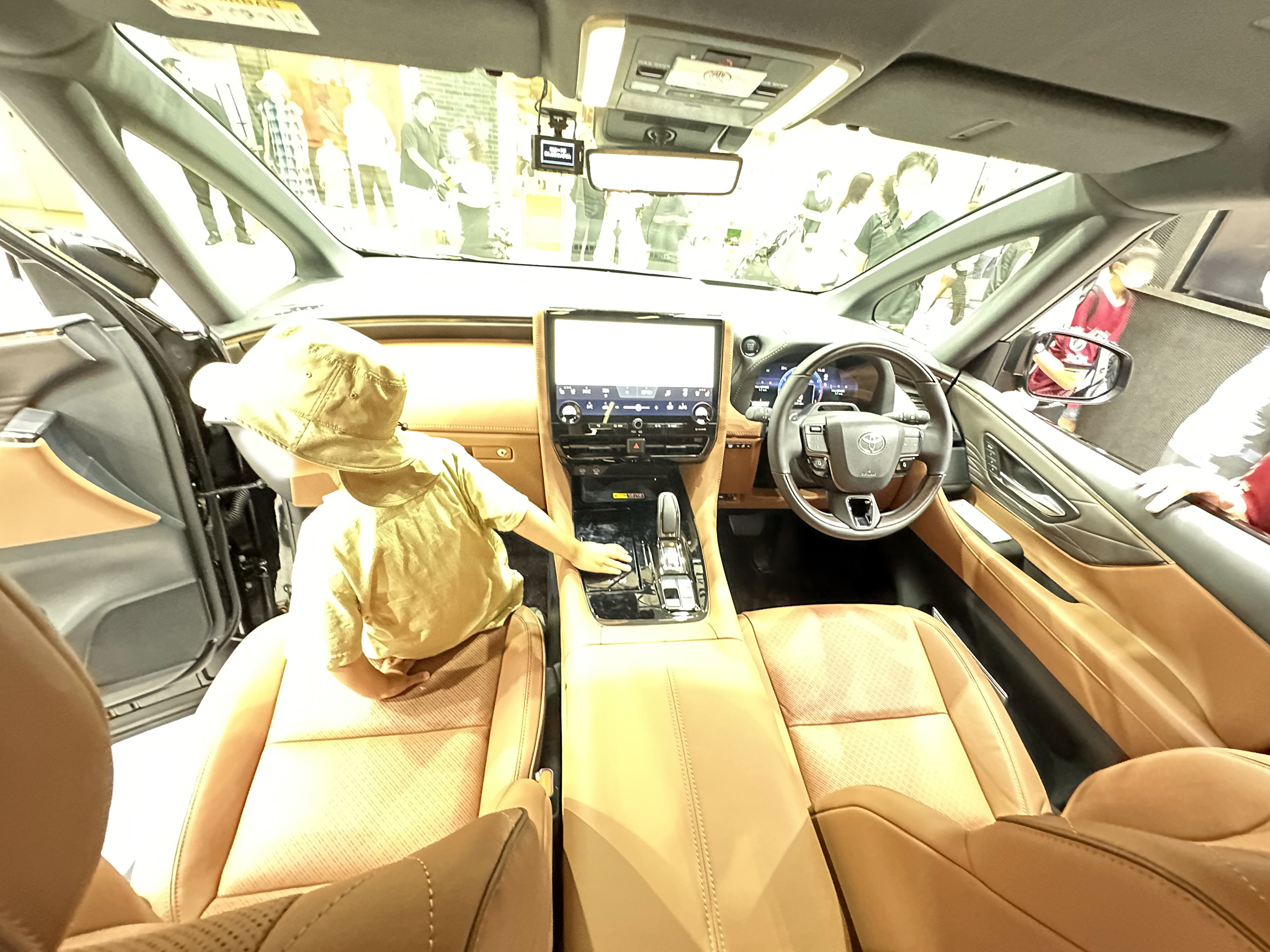
Interior d'un Toyota Vellfire

L'Alphard de quarta generació i el Vellfire de tercera generació es van introduir al mercat el 21 de juny de 2023. Utilitzen suspensió MacPherson a la part davantera i una suspensió posterior de doble forquilla actualitzada. Amb altres mesures com l'ús d'escuma de memòria als seients, el monovolum va rebre una reducció del 30% de les vibracions. Les dimensions exteriors es mantenen en 5 metres de llargada i 1.85 metres d'amplada per a garantir que el vehicle compleixi les limitacions de mida dels sistemes d'aparcament robotitzat al Japó.